# Захват (фильм, 1982)
«Захват» — советский художественный фильм, снятый режиссёрами Мукадасом Махмудовым и Владимиром Плотниковым в 1982 году на киностудии «Таджикфильм».

## Сюжет
В горном кишлаке после пожара найден труп старого Бобо Назира. Майор Касымов в подвале сгоревшего дома обнаруживает сундук с драгоценностями, принадлежавшими басмачу Рахимбеку. Отсутствие бесценного боевого пояса указывает на причину преступления. Сотрудники угрозыска выходят на торговцев ювелирными изделиями и вскоре захватывают преступников.

## В ролях
| Актёр                                                  | Роль                                                                           |
| ------------------------------------------------------ | ------------------------------------------------------------------------------ |
| Баба Аннанов                                           | начальник уголовного розыска, полковник Нарзулло Раджабович Муминов отец Петра |
| Владимир Тихонов                                       | майор милиции Саид Касымов                                                     |
| Валерий Рыжаков                                        | Сергей Васильевич Новиков                                                      |
| Владимир Никитин                                       | старший лейтенант милиции Пётр Нарзуллаевич Муминов                            |
| Марина Андрианова                                      | Мухаббат Касымова                                                              |
| Бимболат (Бибо) Ватаев (озвучивал Владимир Ферапонтов) | «Свояк», «Оратор» (Саттар Каримович Каримов)                                   |
| Владимир Плотников                                     | «Артист» (Владимир Константинович Никифоров), он же Шалькявичус, Рахматулин    |
| Рустам Уразаев                                         | «Красавчик» (Акбар Юсупов)                                                     |
| Светлана Орлова                                        | Ирина                                                                          |
| Зоя Земнухова (Толбузина)                              | Татьяна Муминова, жена Нарзулло Раджабовича, мать Петра                        |
| Анатолий (Алаутай) Латфи                               | Нияз Сафарович Ербабаев (Ербабоев)                                             |
| Александр (Алишер) Ходжаев                             | Аргаш Акрамович Хайдаров                                                       |
| Хайдар Шаймарданов (Шоймордонов)                       | Шариф Рахмонов, он же Бобо Назир                                               |
| Джахон Саидмурадов                                     | «Шакал» (Ахад Сафаров)                                                         |

## Съёмочная группа
- Автор сценария: Владимир Плотников
- Режиссёры-постановщики: Мукадас Махмудов, Владимир Плотников
- Оператор-постановщик: Ростислав Пирумов
- Композитор: Эдуард Артемьев
- Художник-постановщик: Абдусалом Абдуллаев
- Звукооператор: Фармон Махмудов